# Karykaturzysta

Karykaturzysta podczas pracy

Karykaturzysta – artysta zawodowo lub amatorsko zajmujący się tworzeniem karykatur – zarówno portretowych (zabawnie narysowane twarze), jak i sytuacyjnych (rysunki satyryczne i humorystyczne). Karykaturzysta tworzy w odosobnieniu, w swojej pracowni, rysując lub malując karykatury ze zdjęć lub na oczach widzów (podczas imprez, na ulicy, w telewizji). Słowo „karykatura” pochodzi od włoskiego caricare i oznacza tyle co przesadzać, szarżować.